# Hans Reimann (Verbandsfunktionär)
Hans Reimann (* 20. März 1888 in Danzig; † 23. März 1978 in West-Berlin) war ein deutscher Verbandsfunktionär.

## Leben
Hans Reimann studierte an der Universität Jena, der Rheinischen Friedrich-Wilhelms-Universität Bonn und der Albertus-Universität Königsberg Rechtswissenschaft. 1907 wurde er Mitglied des Corps Saxonia Jena und 1909 des Corps Saxonia Bonn. 1912 legte er das erste juristische Staatsexamen ab und war anschließend Referendar in Tiegenhof und Danzig. Nach dem Ersten Weltkrieg bestand er 1919 in Danzig das Assessorexamen. Er wurde in Heidelberg zum Dr. iur. promoviert und trat als Syndikus in die Wirtschaftsstelle für das Deutsche Zeitungsgewerbe ein. 1920 wurde er deren stellvertretender Direktor. Im nächsten Jahr wechselte er als Prokurist und Syndikus zum Verband Deutscher Druckpapier-Fabriken GmbH in Berlin, dessen Geschäftsführer und Direktor er 1929 wurde. Reimann war Mitglied des Fachausschusses für Papier der IHK Berlin und ehrenamtlicher Beisitzer des Reichswirtschaftsgerichts in Berlin. Den Ruhestand verlebte er in Berlin-Lichterfelde. Er starb drei Tage nach seinem 90. Geburtstag.

## Auszeichnungen
- Ehrenmitglied des Corps Saxonia Jena[1]